# Le due ordinanze
Le due ordinanze è un cortometraggio del 1909 prodotto dalla Itala Film.

## Film conservato
Cineteca Nazionale, Roma (Associazione Italiana per le Ricerche di Storia del Cinema)

## Date di pubblicazione
- Italia: 1909
- Francia: Ottobre 1909

## Conosciuto anche come
- Germania: Der beiden Ordonnanzen
- Francia: Les deux ordonnances